# Lac Mégantic
Lac Mégantic är en sjö i Kanada.   Den ligger i regionen Estrie och provinsen Québec, i den sydöstra delen av landet, 400 km öster om huvudstaden Ottawa. Lac Mégantic ligger 392 meter över havet. Arean är 27,4 kvadratkilometer. Den sträcker sig 9,8 kilometer i nord-sydlig riktning, och 5,3 kilometer i öst-västlig riktning.
Följande samhällen ligger vid Lac Mégantic:
- Lac-Mégantic (4 658 invånare)

I omgivningarna runt Lac Mégantic växer i huvudsak blandskog. Runt Lac Mégantic är det mycket glesbefolkat, med 3 invånare per kvadratkilometer.